# Anton Glasnović
Anton Glasnović (Zagreb, 18. siječnja 1981.) hrvatski je športaš koji nastupa u streljačkim disciplinama trap i parni trap u kojima je državni rekorder.
Njegov brat Josip također se bavi streljaštvom te je osvajao medalje na svjetskoj razini. Obitelj Glasnović podrijetlom je iz Janjeva, stare dubrovačke kolonije na Kosovu. 
Član je streljačkog društva GAJ iz zagrebačke Dubrave. Nastupio je na europskom prvenstvu u Osijeku 2009. godine, gdje je u timskom trapu zajedno s bratom Josipom i olimpijskim pobjednikom u trapu iz Londona 2012. Giovannijem Cernogorzem osvojio srebrnu medalju. Medalju u timskom trapu s Josipom i Giovannijem ponovio je tri godine poslije u ciparskoj Larnaci 2012. godine, kada su osvojili medalju najvrjednijeg sjaja - zlato. Anton je također nastupio i na Olimpijskim igrama u Londonu, gdje je u finalu zauzeo dobru šestu poziciju. Samo je Hrvatska u završnici imala dvojicu predstavnika, ostali svi po jednog.

Anton Glasnović se trenutno nalazi na 9. poziciji ISSF-ove svjetske ljestvice.